# Oklahoma City
Oklahoma City város az Amerikai Egyesült Államokban, Oklahoma államban.
Oklahoma City Oklahoma állam legnépesebb városa és egyben fővárosa is, ezenkívül Oklahoma megye székhelye is. Az Egyesült Államokban a 31. legnépesebb. 2006-ban a város lakosainak száma 537 734 fő volt. 2007-ben a külterületekkel együtt a lakosság száma elérte a 1 192 989 főt.
Oklahoma megyén kívül a város Canadian, Cleveland és Pottawatomie megyék egyes területeit is lefedi. Oklahoma Cityt 1889-ben alapították.
1995-ben felrobbantották a város központjában lévő Alfred P. Murrah szövetségi épületet. A szerencsétlenségnek 168 áldozata volt, köztük 19 gyerek. Ez volt az USA elleni legnagyobb terrorista-támadás a 2001. szeptember 11-ei terrortámadást megelőzően.

## Népesség
A település népessége az elmúlt években az alábbi módon változott:
| Lakosok száma | 579 999 | 591 967 | 681 054 |
|               | 2010    | 2011    | 2020    |

## Éghajlat
| Hónap                         | Jan. | Feb. | Már. | Ápr. | Máj. | Jún. | Júl. | Aug. | Szep. | Okt. | Nov. | Dec. | Év   |
| ----------------------------- | ---- | ---- | ---- | ---- | ---- | ---- | ---- | ---- | ----- | ---- | ---- | ---- | ---- |
| Átlagos max. hőmérséklet (°C) | 9,4  | 12,2 | 17,0 | 22,0 | 26,3 | 30,8 | 33,9 | 33,8 | 28,9  | 22,7 | 16,0 | 9,9  | 22,0 |
| Átlagos min. hőmérséklet (°C) | −2,4 | −0,1 | 4,4  | 9,2  | 14,8 | 19,3 | 21,7 | 21,3 | 16,8  | 10,3 | 3,9  | −1,3 | 9,9  |
| Átl. csapadékmennyiség (mm)   | 35   | 41   | 78   | 78   | 118  | 126  | 75   | 84   | 103   | 95   | 51   | 48   | 932  |
| Havi napsütéses órák száma    | 201  | 192  | 244  | 270  | 294  | 327  | 356  | 328  | 264   | 244  | 186  | 179  | 3085 |
| Forrás: NOAA                  |      |      |      |      |      |      |      |      |       |      |      |      |      |

## Galéria
|  |  |  |  |  |

|  |  |  |

## Testvérvárosok
- Kína, Hajkou
- Mexikó, Puebla
- Brazília, Rio de Janeiro
- Tajvan, Tainan
- Tajvan, Tajpej
- Oroszország, Uljanovszk

## Fordítás
- Ez a szócikk részben vagy egészben  az   Oklahoma City című angol Wikipédia-szócikk fordításán alapul.  Az eredeti cikk szerkesztőit annak laptörténete sorolja fel. Ez a jelzés csupán a megfogalmazás eredetét és a szerzői jogokat jelzi, nem szolgál a cikkben szereplő információk forrásmegjelöléseként.